# Ana Daniel
Ana Daniel (Lisboa, 19 de Maio de 1928 – Sintra, 30 de Novembro de 2011), pseudônimo de Maria de Lourdes d’Oliveira Canellas da Assunção Sousa, foi uma poetisa portuguesa.

## Biografia
Natural de Lisboa, Freguesia de Santa Isabel, nasceu em 1928, filha, com mais quatro irmãos, de Mário Canellas e de Maria Eugénia d’Oliveira Canellas. Casada com Fernando d’Assunção Sousa, trocou, em 1950, o bairro da sua juventude, Campo de Ourique, por Sintra, onde passou a viver e teve cinco filhos, e produziu o principal da sua obra. Entregou-se à poesia aos quinze anos, com trabalhos publicados em jornais e revistas nacionais e do então Ultramar. Ganhou prémios juvenis, assinando por essas idades com Ana Arlési, o seu primeiro pseudónimo. Mas foi aos vinte anos que deu à sua escrita o rumo e a intensidade que marcaram o seu trabalho poético.

## Escritos
A obra recolhida em Momento Vivo (Edições Panorama, 1970), o seu primeiro livro, foi ganhadora do Prémio do Concurso de Manuscritos de Poesia Nacional, de 1969.
Nos Olhos das Madrugadas (Arbusto Editores, 2010), o último, foi lançado em 19 de junho de 2010, no Palácio de Valenças, em Sintra, interrompendo um grande lapso longe das editoras.